# 祭りだお化けだ全員集合!!
祭りだお化けだ全員集合!!（まつりだおばけだぜんいんしゅうごう!!）は、1972年に制作されたドリフターズ主演の「全員集合シリーズ」および松竹ドリフ映画第9弾。

## ストーリー
浅草にある料亭『川きん』に下働きに来たヒデオ、工作、風太は、板前頭の長吉にイジメられていた。三人は『川きん』の主人である金太郎（三遊亭圓右）の息子でヤクザ者の忠次の所へ潜り込んだが、『川きん』の乗っ取りを企む忠次の親分・井戸熊（谷村昌彦）の口車に乗せられ、忠次と一緒に『川きん』に逆戻りすることに。
その後、金太郎はひょんなことから、かつて店の女中に子供を産ませた時、助けてくれた当時の板前頭・平作（藤岡琢也）の店を知り、平作を『川きん』に戻すことを決める。一方の長吉は、敵対していたヒデオ達4人の殺害を企てるべく、彼らを騙して海の中へ沈める。しかし、長吉が店に戻ると板前頭は平作に替わっており、長吉はすっかり立場をなくしてしまう。さらにその夜、長吉のところにヒデオ達4人が幽霊の姿で現れ…

## スタッフ
- 製作：沢村国男、井沢健
- 監督：渡辺祐介
- 脚本：田坂啓、渡辺祐介
- 音楽：森岡賢一郎

## キャスト
- 碇田長吉：いかりや長介
- 加藤ヒデオ：加藤茶
- 荒川忠次：荒井注
- 仲本工作：仲本工事
- 高井風太：高木ブー
- 京子：仁科明子
- 令子：林美智子
- 鬼山：ハナ肇
- 松造：犬塚弘
- 船木平作：藤岡琢也
- 荒川金太郎：三遊亭圓右
- 武：森次浩嗣（現・森次晃嗣）
- いずみ：山口いずみ
- 玉子：姫ゆり子
- かおる：早瀬久美
- 落語家：5代目柳家小さん、9代目入船亭扇橋、柳家小ゑん
- かつ江：都家かつ江
- 保健所員Ａ：安田伸
- 保健所員Ｂ：桜井センリ
- 正一：殿山泰司
- 熊五郎：谷村昌彦
- 千代：岩崎和子
- 客：三角八郎
- 京子の友人：祝賓三枝子、金子亜子、藤田純子、水沢夕子
- 薬屋：小田草之助
- おみくじ売り：北竜介
- 若い客：戸波山文明
- 熊五郎の子分：須賀良、園田健二、中川秀人、岡本忠行、江藤孝
- 川きんの女中：光映子、志賀真津子、村上記代、水木涼子、秩父晴子、坂田多恵子、伊沢理恵
- 出前持ち：小森英明
- 川きんの板前：加島潤、颯和志

## 主題歌・挿入歌
主題歌『お祭りマンボ』
- 作詞：原六朗、作曲：原六朗、替詞：渡辺祐介、歌：ドリフターズ

挿入歌『ドリフ音頭』
- 作詞：なかにし礼、替詞：渡辺祐介、歌：ドリフターズ

挿入歌『緑の季節』
- 歌：山口いずみ

## 同時上映
- 『男はつらいよ 柴又慕情』